# BNC-stik
BNC-stik  (BNC er akronym af Bayonet Neill–Concelman) er et elektrisk stik, som anvendes til radiofrekvenssignaler mindre end ca. 4 GHz og for spændinger mindre end 500V. Data for stikket varierer med fabrikant og med frekvensen.
Patentet på BNC-stikket blev ansøgt i 1945 og det blev bevilget i 1951.

## Kendte men forkerte benævnelser
BNC er ikke akronym for British Naval Connector og heller ikke Bayonet Nut Connector. I fagligt slang blandt elektronikfolk kaldes stikket også forkert Bette N-Connector, da N-stikkets indre har samme dimensioner som BNC-stik.

## Anvendelser
BNC-stik med 50 ohm er meget anvendt til testudstyr og måleinstrumenter. Grunden er at BNC-stik er let at forbinde og afbryde - bajonetfatningen med fjeder, gør dette let og giver en stabil elektrisk forbindelse.
BNC bruges bl.a. til datanettet cheapernet 10Base2-stikforbindelser.
Stikkene monteres på koaksialkabel og er anvendelige til frekvenser langt op i UHF-området - og afhængig af fabrikant lidt af SHF. Da koaksialkabler findes i forskellige tykkelser og med forskellige impedanser (50 ohm (mest udbredt), 75 ohm og 93 ohm (sjældent)), laves BNC-stikkene i flere forskellige udgaver, der passer til disse. Selve stikkene passer sammen, så man skal selv sørge for at man ikke bruger kabler med forkert impedans, da det kan give refleksioner.
BNC-stik laver elektrisk forbindelsesstøj ved vibration.
(BNC-stik findes også i en udgave med omløber gevind kaldet TNC-stik Threaded Neill-Concelman, som er designet til at være vibrationsimmun.)